# René Guzmán
René Orlando Guzmán Fritz (Mulchén, Chile, 15 de marzo de 1937), es un jinete chileno de rodeo. Ganador en tres ocasiones del Campeonato Nacional.
Nació en Mulchén, en el fundo «Palermo», de propiedad de su padre, Hermenegildo Guzmán Artiaga, que también fue aficionado a los caballos y con gran destreza de arreglador, quien falleció amansando un caballo en 1983, un año después del título nacional de su hijo y nieto. Posteriormente René «Oco» Guzmán hizo el servicio militar en una unidad de caballería, el Regimiento Húsares de Angol, en donde continuó ligado al caballo, practicando equitación. Una vez licenciado del servicio militar volvió a las medialunas, ganando una gran cantidad de rodeos.
Algunos de sus compañeros han sido Aníbal Ríos, Ricardo de la Fuente, Manuel Fuentes, Ramón Cardemil, Samuel Parot, Pedro Vergara, Galo Bustamante, Enrique Schwalm, José Manuel Aguirre, Boris Guzmán y José Manuel Rey, entre otros destacados deportistas.
En 1973 obtuvo el segundo puesto del movimiento de la rienda en el potro "Florero", haciéndose conocido en el ambiente corralero. 
En 1982 ganó su primer campeonato junto a su sobrino Boris Guzmán. En 1995 junto a José Manuel Rey y montando a "Pretal" y "Canteado" obtienen el campeonato con 40 puntos, récord absoluto en ese entonces. Recién en 2001 Juan Carlos Loaiza y Luis Eduardo Cortés lograron superar esa marca. Al año siguiente la misma collera se repite el plato, esta vez con 31 puntos.
Posteriormente comenzó a correr con su hijo Felipe, ganando muchos rodeos. Corrió además por el criadero Peleco.

## Campeonatos nacionales
| Año  | Collera         | Caballos               | Puntaje | Asociación |
| ---- | --------------- | ---------------------- | ------- | ---------- |
| 1982 | Boris Guzmán    | "Taponazo" y "Enzarte" | 21      | Mulchén    |
| 1995 | José Manuel Rey | "Pretal" y "Canteado"  | 40      | Melipilla  |
| 1996 | José Manuel Rey | "Pretal" y "Canteado"  | 31      | Biobío     |